# Seenot

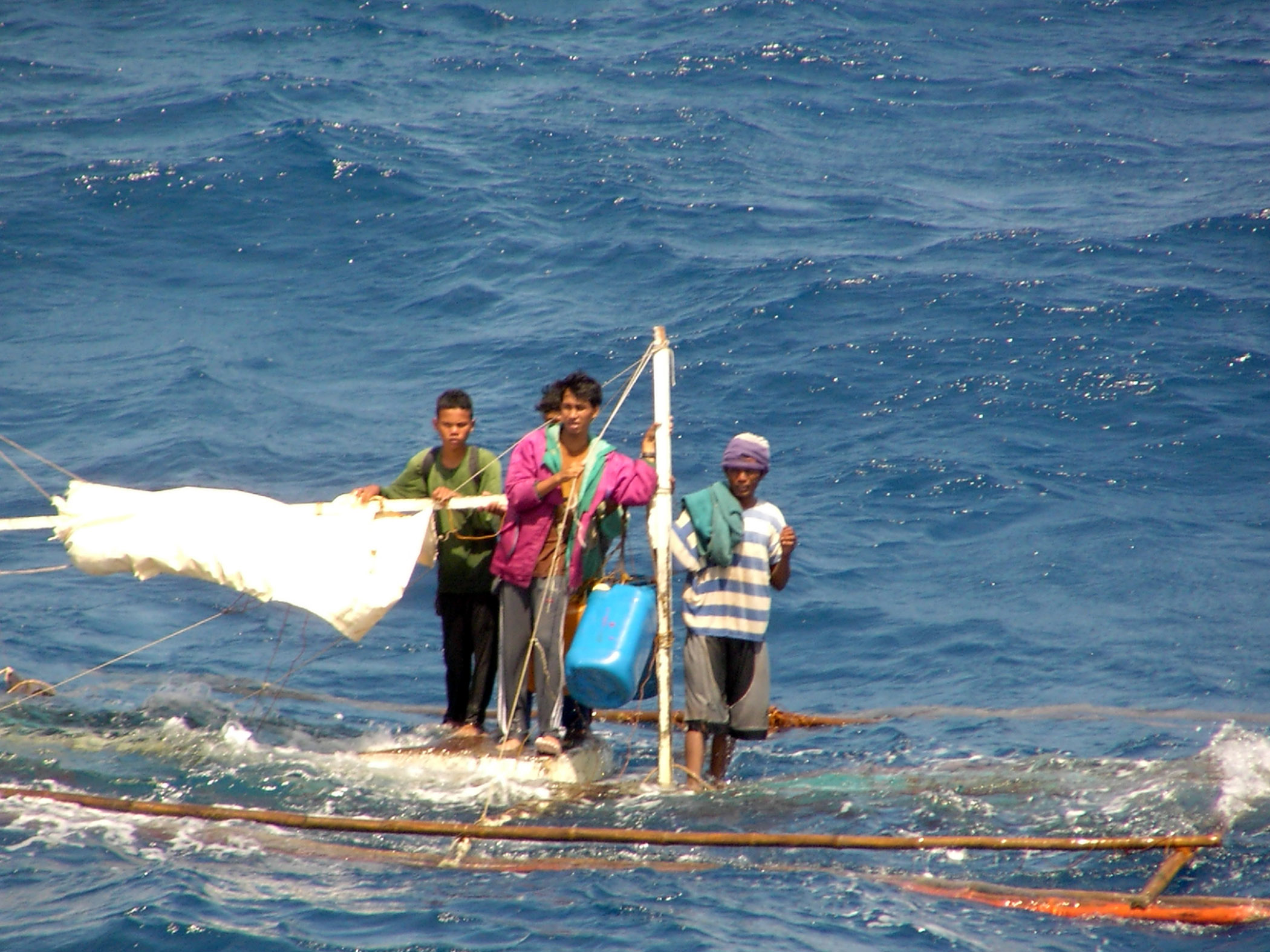
Schiffbrüchige auf einem improvisierten Floß

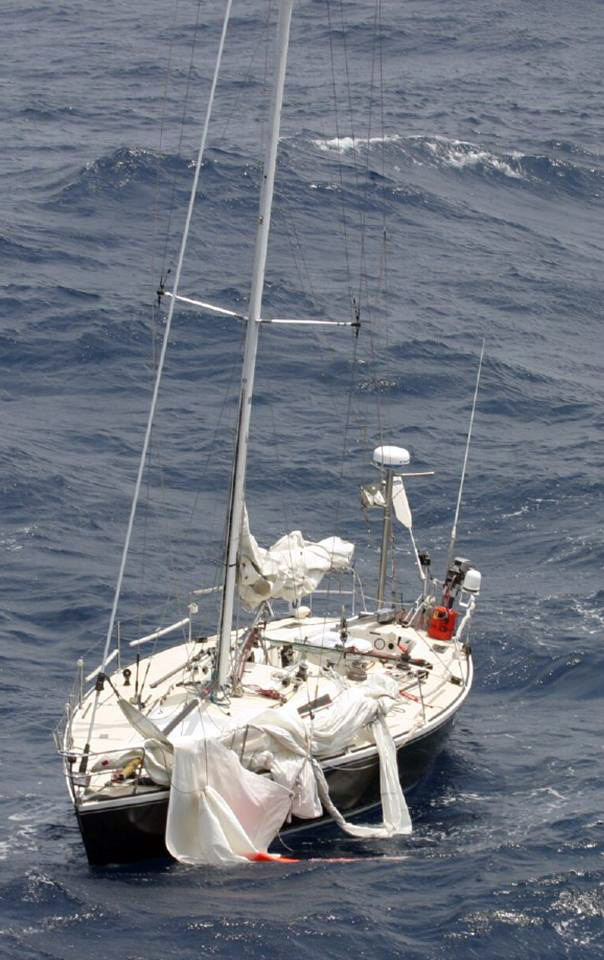
Dieses dänische Segelboot wurde bei einem Sturm auf dem Atlantik schwer beschädigt: Die Segel sind zerfetzt, die Maschine ist defekt und das Boot macht Wasser (Mai 2006)

Seenot ist eine Situation, in der unmittelbare und ohne fremde Hilfe unabwendbare Gefahr für die Gesundheit oder das Leben von Besatzung oder Passagieren eines Wasserfahrzeugs durch einen Notfall, wie z. B. einen Schiffbruch oder andere Schiffsunfälle, auf See droht.
Ein Seenotfall kann direkt oder indirekt durch schlechtes Wetter, technische Defekte (Maschinenschaden, Ruderbruch, Wassereinbruch, Brand), Havarien, Grundberührung, Fehler und Fehlverhalten der Besatzung (Navigationsfehler, Überladung, nicht gegebene bzw. falsch ausgeführte Anweisungen) oder durch Angriff von Piraten entstehen, oft auch als Kombination der Faktoren. Während eines Seekrieges versuchen die Beteiligten, gegnerische Wasserfahrzeuge (v. a. Kriegsschiffe und U-Boote) zu versenken (siehe auch Liste bedeutender Schiffsversenkungen).
Das Erkennen und die Einschätzung von Gefahrenpotentialen, die zu einer Seenot führen (können), ist naturgemäß subjektiv und stark von Erfahrungen und Fähigkeiten der involvierten Personen und der Größe und dem Zustand des betroffenen Schiffes abhängig. Entsprechend gibt es keine allgemeinverbindlichen Regeln, ob eine Seenot vorliegt, sondern dies ist vom Empfinden des Schiffsführers abgängig.
Keine Seenot herrscht vor, wenn ein Wasserfahrzeug einen Schaden oder Beschädigungen erleidet, von denen weder für das Fahrzeug noch für Leib oder Leben der Besatzung eine unmittelbare Gefahr hervorgeht. Ein Mastbruch einer Segelyacht, die unter eigenem Antrieb bei ruhigem Wetter einen Hafen erreichen kann, rechtfertigt beispielsweise keinen Notruf: dieser löst nämlich oft einen umfangreichen Einsatz von Such- und Rettungsdiensten aus. Einem hohen Aufwand stünde kein oder ein nur geringer Nutzen gegenüber. Fallen mehrere unglückliche Umstände zusammen, kann aus einer harmlosen, aber ärgerlichen Situation später dennoch ein Notfall entstehen, etwa wenn ein Schiff nach Maschinenausfall auf ein Riff treibt.
Von einer „Seenotrettung“ ist gelegentlich in einem weiteren Wortsinn auch dann die Rede, wenn von einem großen Binnensee die Rede ist.

## „Die See“ und „der See“
Dem deutschen Begriff Seenot entspricht der englische Begriff Sea distress. The Sea bedeutet das Meer bzw. die See. Der See wiederum wird mit the lake übersetzt. Einen dem deutschen Gebrauch von Seenot im Sinne von Wassernot auf einem See im Binnenland entsprechenden hypothetischen Begriff lake distress gibt es in der englischen Sprache nicht.

## Begriff
Seenot im engeren Wortsinn liegt vor, wenn aus Sicht des Kapitäns bei pflichtgemäßer Ermessensausübung eine unüberwindliche und zwingende Notlage mit Gefahr für Schiff, Ladung oder darauf befindliche Menschen besteht. Dabei ist die Ursache unerheblich. Auch von der Besatzung verursachte oder verschuldete Notlagen stellen tatbestandlich eine Seenot dar. Diese ist ein Unterfall der Rechtsprinzipien des Notstands (distress) bei Lebensgefahr und der Notwendigkeit (necessity) bei sonstigen Gefahren, wenn zu ihrer Behebung Rechtsgüter Dritter beeinträchtigt werden.

## Alarmierung
Die Alarmierung erfolgt meist durch die Schiffsbesatzung selbst, mittels Seenotsignalmitteln oder über Seefunk. Ein „Mayday“-Ruf kann auf den Kurzwellenfrequenzen 500 kHz oder 2182 kHz und auf UKW-Kanal 16 abgesetzt werden. Der Notruf muss nicht der einzige Hinweis für eine Seenot sein, eine Seenot kann auch angenommen werden, falls Dritte entsprechende Beobachtungen machen, falls ein Schiff nicht plangemäß eintrifft (überfällig ist) oder wenn Wrackteile gesichtet wurden. Seenotfälle in internationalen Gewässern werden nach bestimmten Übereinstimmungen der Schifffahrt von Seenotzentralen behandelt. Maritime Rescue Coordination Centres (MRCC) sind nationale Leitstellen zur Koordination der Seenotrettung. Sie überwachen küstennahe Gewässer.

## Hilfeleistung

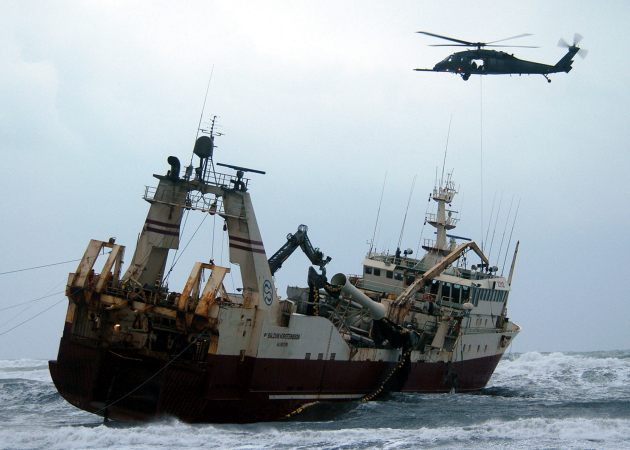
Gestrandeter Trawler Baldvin Thorsteinsson vor Island

Jede Person ist verpflichtet, im Rahmen ihrer Möglichkeiten in Not geratenen Schiffen und Personen unverzüglich Hilfe zu leisten oder nötigenfalls solche zu vermitteln.
Neben der Bergung des Fahrzeugs und der gefährdeten Personen ist es bei größeren Havarien auch wichtig, eventuelle Umweltschäden durch auslaufenden Treibstoff oder Ladung eines in Seenot geratenen Fahrzeugs zu verhindern.

### Suche nach dem hilfsbedürftigen Objekt
Die Bundesrepublik Deutschland hat die im Internationalen Seerechtsübereinkommen von 1982 vorgesehenen Aufgaben über Suche und Rettung auf See an eine privatrechtliche, spendenfinanzierte Vereinigung, die Deutsche Gesellschaft zur Rettung Schiffbrüchiger (DGzRS), übertragen. Faktisch nimmt die DGzRS diese Aufgaben jedoch bereits seit ihrer Gründung im Jahre 1865 wahr.
Die wirksame Durchführung von Such- und Rettungsaktionen erfordert insbesondere eine Zusammenarbeit zwischen den Organisationen und Einheiten, die Luftfahrzeuge, Schiffe und Seenotrettungseinrichtungen an Land umfassen kann. Wenn spezialisierte SAR-Schiffe (einschließlich Kriegsschiffe) und Luftfahrzeuge gleichzeitig mit Handelsschiffen am Unfallort sind, kann normalerweise erwartet werden, dass eine Spezialeinheit die Aufgaben des Suchleiters übernimmt. Wenn keine Spezialschiffe zur Übernahme der Suchleiter-Aufgaben anwesend sind, sich jedoch einige Handelsschiffe an der Operation beteiligen, muss eines dieser Schiffe die Aufgabe der Suchleitung übernehmen. Diese Suchleitung wird durch gegenseitige Vereinbarung der betreffenden Schiffe gebildet, unter Berücksichtigung ihrer Eignung und voraussichtlichen Ankunftszeit am Unfallort. Das zuerst ankommende Schiff sollte jedoch jede notwendige Sofortmaßnahme ergreifen. Damit Schiffe ggf. zusammen mit SAR-Schiffen/Luftfahrzeugen eine wirksame Suche durchführen können, ist es notwendig, dass die Suchmuster im Voraus geplant sind. Zu diesem Zweck wurden in Hinblick auf verschiedene Unfallsituationen eine Reihe von Suchprogrammen aufgestellt. Welches Suchmuster angewendet werden soll, wird in der Regel von der Suchleitung entschieden.

## Geschichte

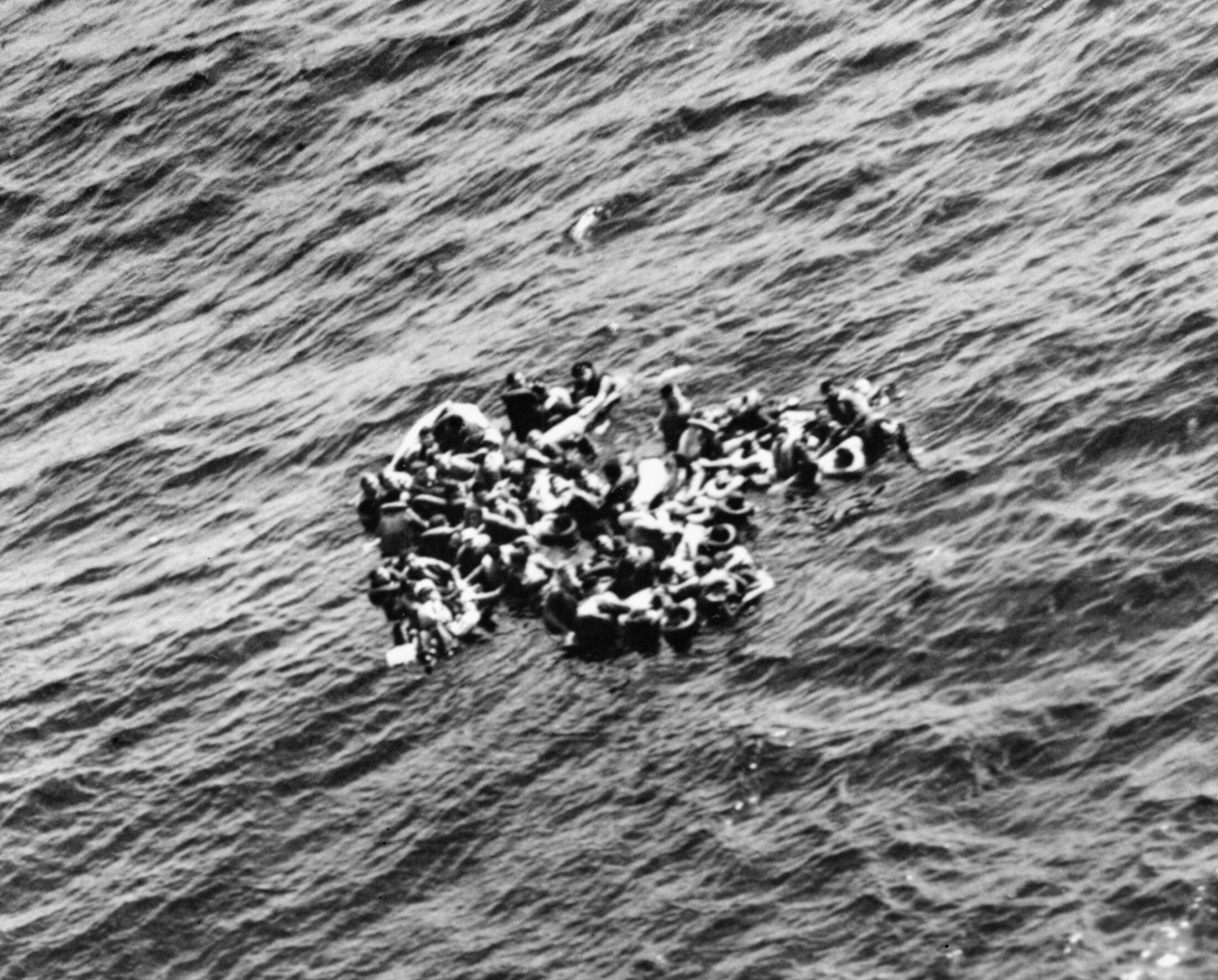
Überlebende eines versenkten U-Boots in Seenot, Zweiter Weltkrieg

Als die britische Admiralität den Vorschlag des Quakers William Hillary zur Gründung einer Seenotrettungsorganisation ablehnte, gründete dieser im Jahr 1824 die Royal National Institution for the Preservation of Life from Shipwreck, die 1854 den Namen Royal National Lifeboat Institution annahm. Heute ist sie eine der größten und profiliertesten NGOs und mit über 200 Rettungsstationen in Großbritannien, Irland und auf den Kanalinseln vertreten. Beim Untergang des Auswandererschiffes Johanne im Jahr 1854 vor Spiekeroog, bei dem die Menschen in Sichtweite ertranken, gab es in Deutschland noch keine Seenotrettungsorganisationen. Die Ausplünderung des Wracks bei ruhiger See erschien den Inselbewohnern noch als natürliches Recht. Nach der Skandalisierung des Vorgangs bildeten sich verschiedene private Seenotrettungsvereine an der deutschen Küste, die sich 1865 noch vor der Reichsgründung zur Deutschen Gesellschaft zur Rettung Schiffbrüchiger zusammenschlossen.
In den 1930er Jahren wurden in vielen Ländern Küstenstreifen bzw. Kriegsschiffe mit Radartechnik bzw. Radarstationen ausgerüstet (Hauptartikel: Geschichte des Radars).
Während des Zweiten Weltkriegs wurden weite Teile des Atlantiks regelmäßig durch Aufklärungsflugzeuge beobachtet; dort wurde die Atlantikschlacht geführt. Danach kam es zum Kalten Krieg, einem jahrzehntelangen Kräftemessen zwischen Warschauer Pakt und NATO. In diesem Zuge schossen beide Seiten zahlreiche Spionagesatelliten ins All; diese waren ein großer Beitrag zur fast lückenlosen dauerhaften Beobachtung der Weltmeere (auch der riesigen Weiten des Pazifik).
Die interkontinentale Handelsschifffahrt hat seit 1945 stark zugenommen (z. B. im Zuge der Globalisierung und des Aufstiegs der Volksrepublik China zum größten Exporteur der Welt). Dadurch sind zahlreiche Seerouten stark befahren. Ein in Seenot geratendes Schiff hat deshalb meist andere Schiffe in seiner Nähe, die im Notfall schnell zur Hilfe kommen und z. B. Schiffbrüchige aufnehmen können. Das mittlerweile auf allen Handelsschiffen vorgeschriebene Automatic Identification System (AIS) ermöglicht die Identifikation jedes Schiffes in Funkreichweite und satellitengestützt auch über Internet.
Fälle von Seenot in der Berufsschifffahrt werden zunehmend auch mit Dokumentarfilmen rekonstruiert und zur Aufklärung der Ursache mit Statements der Überlebenden und Experteneinschätzungen im Fernsehen und auf youtube in der Doku-Serie „In Seenot“ gezeigt. Hierbei sind die Seenot-Fälle der 1988 gekenterten Herald of Free Enterprise und die Brandkatastrophe in 2012 der MSC Flaminia die in Europa und in Deutschland bekannteren Fälle der jüngeren Zeit.

## Trivia
Der NDR berichtete am 1. Juni 2024 von einem Alarm, der von einem Seenotsender im Sportboothafen Walchum an der Ems ausgelöst worden sei. Dort hätten daraufhin Rettungskräfte nach (einem) Menschen „in Seenot“ gesucht. Der Seenotsender sei in einem Abfallkorb auf dem Hafengelände gefunden worden. Der Wegwerfer habe fälschlich angenommen, dass der Sender funktionsuntüchtig sei.